# Sjeverna Azija
Sjeverna Azija je subregija Azije koja obuhvaća dijelove Rusije (azijski Sibir) i Mongolije. Prema nekim definicijama cijeli Sibir ne tvori dio Sjeverne Azije i obratno.

## Ostale subregije Azije
- Istočna Azija
- Jugoistočna Azija
- Južna Azija
- Srednja Azija
- Jugozapadna Azija ili Zapadna Azija (jedna definicija Bliskog istoka je istoznačna s Jugozapadnom Azijom)
- Sjeverna Euroazija (prostire se na Europu)
- Srednja Euroazija (prostire se na Europu)

## Poveznice
- Sibir

## Vanjske poveznice
Sestrinski projekti
|  | Zajednički poslužitelj ima još gradiva o temi Sjeverna Azija |